# 我在這裡
〈我將在那裡〉（英語：I'll Be There）是美國女歌手瑪麗亞·凱莉在1992年5月發行的單曲，這是翻唱自傑克森兄弟合唱團（The Jackson 5）在1970年發行的單曲，這首歌曲曾獲得全美5週冠軍。瑪麗亞·凱莉重新詮釋後的版本也順利摘下2週冠軍，成為她第6首全美冠軍單曲，這首單曲在英國最高成績為第2名。

## 歌曲介紹

### 收錄專輯
〈我將在那裡〉最早收錄於瑪麗亞·凱莉第三張專輯《MTV原音重現現場演唱》（MTV Unplugged），這是一張標榜不插電和原音重現的現場演唱專輯，不插電意指不使用電子合成器，樂器發出的聲音未經過效果器處理，而以最原始淳樸的聲音簡單呈現，不過人工合音則不在此限。參加的歌手通常是不經彩排直接上台，上台歌手的演唱功力在此充分表露無疑，許多大牌藝人諸如艾瑞克·克萊普頓（Eric Clapton）或布魯斯·史普林斯汀（Bruce Springsteen）等，都在這個演唱會中表演過。

### 單曲簡介
〈我將在那裡〉的原主唱是黑人團體傑克森兄弟合唱團，當中主唱正是日後的流行樂之王麥可·傑克森（Michael Jackson），〈我將在那裡〉是傑克森兄弟合唱團在1970年推出的歌曲，當時麥可·傑克森年僅12歲，這首歌曲在他稚氣未脫的青澀童音表現下奪得告示牌5週冠軍，成為家喻戶曉的熱門歌曲。瑪麗亞·凱莉和黑人男星Trey Lorenz合作重新詮釋〈我將在那裡〉，兩人以成熟渾圓的高亢嗓音來呈現，現場以鋼琴為主伴奏，搭配宛如福音合聲，讓這首歌曲展現出澎湃氣勢。

### 商業成績
〈我將在那裡〉在1992年5月30日進入告示牌單曲榜，首週成績即空降第13名，創下瑪麗亞·凱莉入榜單曲當週最好成績，這首單曲在進榜第4週即登上冠軍寶座並蟬連2週，此外它在當代成人情歌榜也拿下冠軍，在1992年告示牌年終百大單曲排行名列第16名。〈我將在那裡〉也是瑪麗亞·凱莉所有重新翻唱歌曲當中成績最好的一首，也因為這首歌曲的成績告捷，因此瑪麗亞·凱莉在日後的專輯中必定會收錄至少一首老歌新唱。
原本哥倫比亞唱片並沒有考慮要發行瑪麗亞·凱莉《MTV原音重現現場演唱》這張專輯，因為裡面也僅只收錄了7首歌曲，但因為〈我將在那裡〉太受到觀眾及歌迷的喜愛，MTV電視台一直收到觀眾的要求，才讓唱片公司順勢的發行了專輯並推出單曲。